# Championnat du Nicaragua de football 1972
Navigation
Saison précédente Saison suivante
La Primera División 1972 est la trente-et-unième édition de la première division nicaraguayenne.
Lors de ce tournoi, le Deportivo Santa Cecilia (en) a conservé son titre de champion du Nicaragua face aux meilleurs clubs nicaraguayens.
Seulement une place était qualificative pour la Coupe des champions de la CONCACAF.

## Bilan du tournoi
| Tableau d'Honneur |                              |
| Compétition       | Vainqueur                    |
| Primera División  | Deportivo Santa Cecilia (en) |

| Qualifications continentales 1972-1973 |                              |
| Coupe des champions de la CONCACAF     | Qualifiés                    |
| Deuxième tour de qualification         | Deportivo Santa Cecilia (en) |

| Promotions et relégations   |         |
| Relégué en Segunda División | Inconnu |
| Promu de Segunda División   | Inconnu |